# Баранець Ярослав Дмитрович
Ярослав Дмитрович Баранець (12 серпня 1941, с. Присівці, нині Україна — 3 вересня 2020, м. Тернопіль, Україна) — український фінансист, громадський діяч. Депутат Тернопільської обласної ради (2002), член її президії, голова постійної комісії з питань бюджету. Почесний громадянин Тернопільської області (2016).

## Життєпис
Ярослав Баранець народився 12 серпня 1941 року у селі Присівцях, нині Зборівської громади Тернопільського району Тернопільської области України.
Закінчив економічний факультет Львівського університету (1968). Працював у Почаївському та Зборівському відділеннях Держбанку (1962—1970), завідувачем Зборівським районним фінансовим відділом (1970—1981), заступником завідувача фінансовим відділом виконкому Тернопільської обласної ради народних депутатів (1981—1987), начальником Тернопільського обласного управління Агропромбанку (1987—1989), начальником головного фінансового управління Тернопільської ОДА (1989—?).
Помер 3 вересня 2020 року у місті Тернополі.